# Gómez Pereira
Gómez Pereira (Medina del Campo, 1500 – 1567) è stato un filosofo, medico e umanista spagnolo.
Gómez Pereira fu un professionista apprezzato nel campo della medicina, anche se si dedicò ad occupazioni molto diverse come il commercio, l'ingegneria e soprattutto la filosofia. Nel campo della medicina fu un chiaro oppositore della concezione medievale, proponendo l'applicazione di metodi empirici; relativamente alla filosofia, fu si orientamento nominalista e i suoi ragionamenti sono antesignani della corrente cartesiana.

## Biografia
Non si hanno molte notizie circa la vita di Gómez Pereira, in quanto non vi fu nessuno che raccolse per iscritto le sue notizie biografiche, ciò che si sa della sua vita proviene da documenti non correlati tra loro ai quali diversi ricercatori han dato corpo, molti dei quali sono carte legali o di lavoro.
Nacque nel 1500, a Medina del Campo, secondo di cinque fratelli; suo padre, Antonio Pereira, possedeva un piccolo negozio di stoffe e tessuti non pregiati (in lingua locale "xerguería"); sua madre, Margarita de Medina, morì nel 1515 e i suoi figli furono affidati alle cure della zia Ana de Ávila. Si sa che era discendente di una famiglia di giudei convertiti, provenienti dal Portogallo, anche se la fonte non è certa in quanto si tratta di un vicino che testimoniò contro di lui in un processo:
(Cristóbal de Galgo, Corregidor de Medina, anno 1546)
Tuttavia, non possiamo neppure scartare l'ipotesi che sia un convertito, poiché è noto che, fino al matrimonio, Gómez Pereira visse coi genitori in una via chiamata Serranos, situata nell'area in cui i ricercatori collocano il ghetto ebraico della città («desde que nació e se crió en la mesma calle do este testigo vive e mora, que se dice calle de Serranos»).
Gómez Pereira studiò filosofia naturale alla Università di Salamanca con il professor Juan Martínez Silíceo (poi arcivescovo di Toledo tra il 1545 e il 1557); pare che lì intervenne attivamente nella disputa tra realisti e nominalisti, in favore di questi ultimi e scartando l'autorità dei vecchi maestri di fronte alla conoscenza che proviene dall'esperienza e dalla ragione. Inoltre studiò medicina presso la stessa università, terminando gli studi nel 1520.
In seguito tornò a Medina dove si stabilì come medico. Si sposò con Isabel Rodríguez e fissò la sua dimora nella Rúa Nueva (oggi chiamata calle Padilla) e contemporaneamente al suo ruolo di medico si occupò delle attività commerciali ereditate dalla sua famiglia. È noto, dunque, che possedesse un considerevole capitale che investiva in affari disparati: molte volte fu incaricato di raccogliere le rendite reali e gestiva le offerte di varie parrocchie; inoltre aveva le proprie botteghe e commerciava i suoi vini, affittava anche delle stanze della sua casa ai mercanti che prendevano parte alla «Grande Fiera del Regno» che aveva luogo a Medina. Morì senza aver avuto figli in una data non precisata, alcuni sostengono nel 1558, ma si conservano documenti di date posteriori: il brevetto del Mulino a sifone del 1563 e un documento notarile del 1567, che potrebbero dimostrare che in quegli anni era ancora in vita.

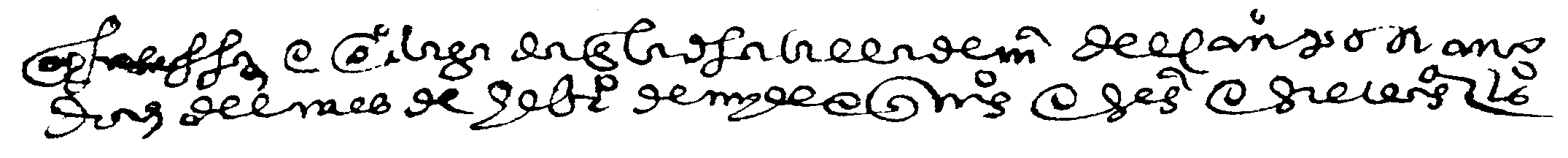
Documento notarile del 1567 firmato da Gómez Pereira

La sua fama come medico superò i confini di Medina, ed esercitò a Burgos, Segovia, Avila e altre importanti città di Castiglia. Arrivò perfino alla corte di Filippo II da cui fu reclamato per assistere il principe Carlos, erede al trono, il quale aveva subito un grave incidente e che, grazie al suo intervento, poté vivere fino al 1568. Gómez Pereira si interessò anche della costruzione di meccanismi idraulici, con il suo compagno Francisco Lobato progettò un mulino a sifone (in grado di funzionare come mulino senza la necessità di fare una diga per l'acqua  que brevettò nel 1563.

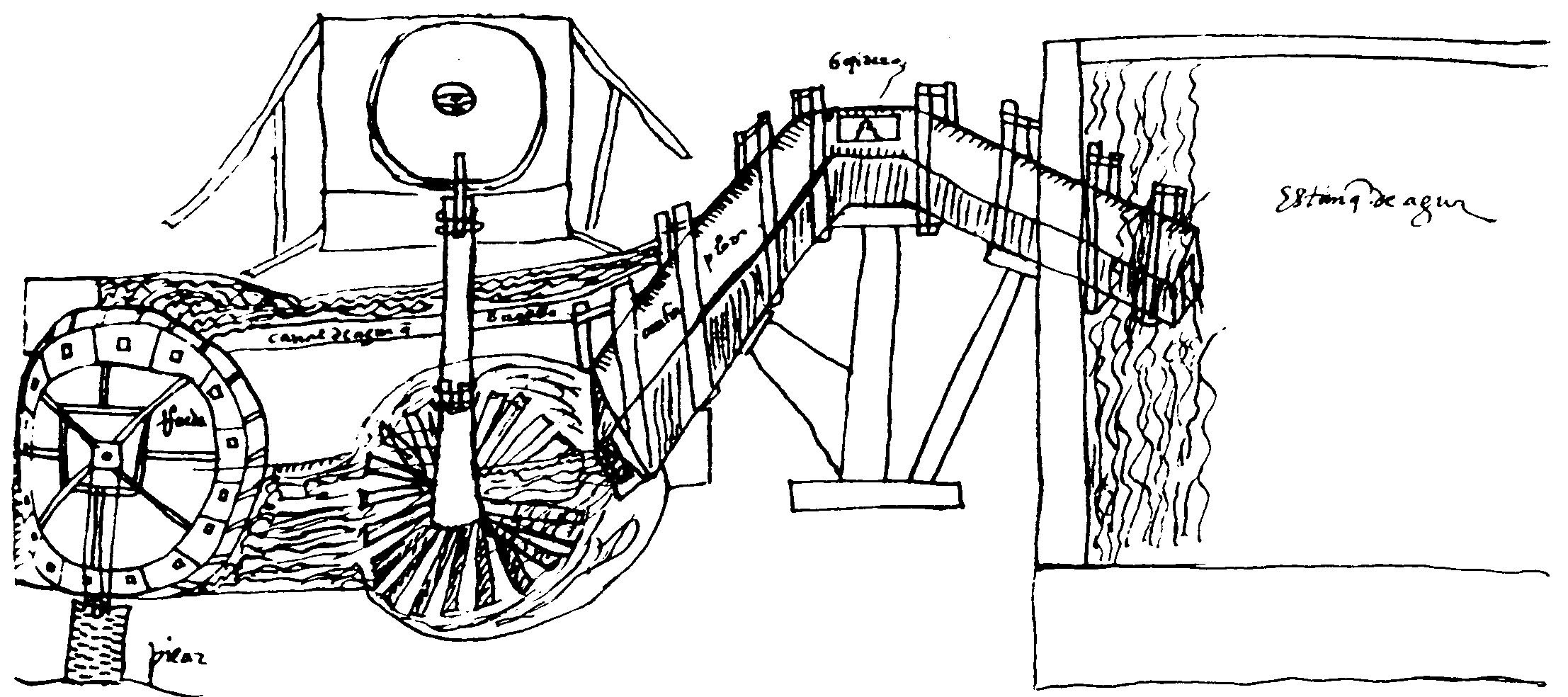
Mulino a Sifone di Francisco Lobato e Gómez Pereira

Nel foglio 26 del Manoscritto di Francisco Lobato, l'ingegnere di Medina spiega che decise di progettare un mulino speciale, per iniziativa del re Massimiliano II d'Austria, che a quei tempi (intorno al 1550) si trovava per un certo periodo a Valladolid, rifugiato a causa delle guerre contro i protestanti. Il futuro re di Boemia aveva il capriccio di navigare sul fiume Duero, per cui ordinò che gli si costruisse una galera e ordino che si levassero tutte le attività che potevano ostacolare la navigazione, cioè: pescherie e mulini. Tale azione danneggiava moltissimo i locali, cosa che indusse Lobato e Pereira a progettare un mulino capace di macinare con la forza dell'acqua senza occupare il letto del fiume.
Ma Gómez Pereira è passato alla storia soprattutto per i suoi scritti, particolarmente per le sue opere Antoniana Margarita (Medina del Campo, 1554) e Novae veraeque Medicinae (Medina del Campo, 1558).

## Opere
Dall'unione di filosofia e medicina sorse l'originale forma di discorrere di Gómez Pereira, che rifiutava l'autorità dei vecchi maestri e applicava la ragione, la logica e l'esperienza. D'altra parte, per esporre le sue idee si serviva spesso di paradossi e sillogismi che lasciavano allo scoperto gli errori di coloro cui cercava di mettere in dubbio, di modo che è possibile affermare che le sue argomentazioni erano più negative che positive, innegabilmente, ma spiegabili nel contesto della repressione ideologica e religiosa, perfino sotto la minaccia di velate accuse circa le sue origini, che visse nella Castiglia del XVI secolo. Il famoso erudito Marcelino Menéndez Pelayo scrisse riguardo a questo insigne pensatore:
(Marcelino Menéndez Pelayo)

### "Novae veraeque Medicinae"
Il suo contenuto è esclusivamente medico. Si centra nello studio delle febbri (loro causa e differenti tipi di febbre) e di certe malattie concrete come la lebbra o il vaiolo, tra le altre. In questo lavoro, che dedicò a Don Carlos, affronta le idee di Galeno e di Aristotele, così come la tradizione medievale del "magister dixit". Il suo metodo è totalmente empirico e razionale, basandosi sulla sua esperienza di medico come criterio supremo della verità e utilizzando metodi curativi semplici: «Non trattandosi di cose di religione, non mi arrenderò davanti alle apparenze o alle sentenze di un filosofo, se non è fondato sulla ragione.».
Gómez Pereira considerava che il calore febbrile fosse generato dal proprio corpo come un sistema di difesa per espellere il fattore che lo affettava, e che in questo modo la natura ristabilisse l'equilibrio naturale di tutto l'organismo. È questa una concezione totalmente moderna della febbre come una reazione contro le malattie.
Circa i suoi studi sulla lebbra e il vaiolo (e altre che qui non si nominano), arrivò a conclusioni che anni più tardi furono elogiate dallo storico e medico Antonio Hernández Morejón.

### "Antoniana Margarita"
Un'opera che fu modificata diverse volte e che, tuttavia, non fu tradotta in castigliano fino all'anno 2000 (in occasione del cinquecentenario della nascita del suo autore. È dedicata al suo maestro Juan Martínez Silíceo e, a sua volta, il titolo è un omaggio ai suoi genitori, Antonio e Margarita; sebbene nel sottotitolo tenta di spiegare il contenuto del libro: "un'opera tanto utile come necessaria a medici, fisici, teologi" (Opus nempe phisicis, medicis ac teologis, non minus utile quam necessarium). È un trattato molto difficile da leggere, dato che manca di capitoli o paragrafi; a quanto sembra per il suo essere un cristiano nuevo e esporre idee che partono dall'empirismo, fino ad arrivare al materialismo, Gómez Pereira volle nascondere un poco i suoi ragionamenti, dato che la società e lo stato in cui viveva (Castilla nel XVI secolo, il concilio di Trento già iniziato...), avrebbero potuto rifiutarli e non si azzardò a svilupparli fino alle loro ultime conseguenze.

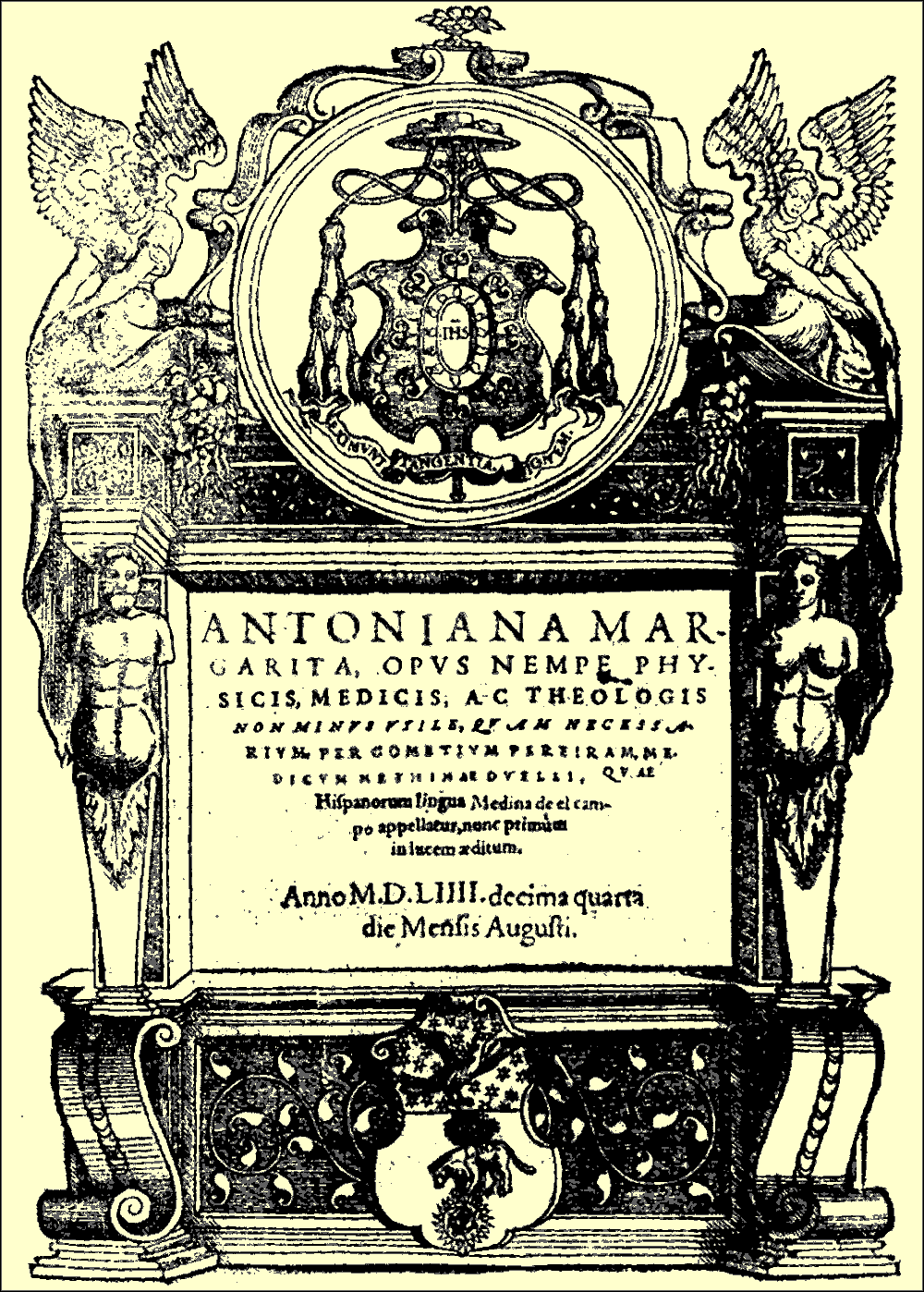
Antoniana Margarita

È un trattato di filosofia nel quale abborda tre temi fondamentali: l“automatismo delle bestie” la teoria della conoscenza umana e la immortalità dell'anima.

#### La insensibilità degli animali
Partendo dallo spiritualismo Neoplatonico, per mezzo di prove empiriche con esseri umani e animali fu discorrendo fino ad arrivare a conclusioni che anticipavano il materialismo e la concezione meccanicista moderna (oltre a disprezzare il maltrattare gli animali).